# Mein Zaubertopf
Mein Zaubertopf (Eigenschreibweise: mein ZauberTopf) ist eine achtmal jährlich erscheinende Kochfachzeitschrift des Kieler Falkemedia-Verlags mit dem Themenschwerpunkt auf der Multifunktionsküchenmaschine Thermomix®. Die Redaktion setzt sich sowohl aus Festangestellten als auch aus freien Autoren zusammen.
Von September bis Dezember 2016 erschien Mein Zaubertopf unter dem Titel „Mein Thermo“ (Eigenschreibweise: meinThermo). Um das Markenrecht der Unternehmensgruppe Vorwerk zu wahren, entschied sich der Falkemedia-Verlag im Oktober 2016 zu einer Befragung der zum Heft gehörenden Facebook-Community, um einen neuen Magazintitel zu finden. Nach Auswertung der Vorschläge entschied man sich für den Titel „Mein Zaubertopf“, der laut Herausgeber Kassian A. Goukassian „auf eine ursprüngliche Idee aus dem Team von Mein Thermo zurückgeht“. Seit Januar 2017 erscheint das Heft unter dem neuen Titel.
Mein Zaubertopf war im ersten Quartal 2017 der erfolgreichste Neueinsteiger in den Markt der Publikumszeitschriften in Deutschland. Laut öffentlich einsehbarer Mediadaten sind die Leser des Magazins laut Angaben des Falkemedia-Verlags vorwiegend weiblich (89 Prozent).

## Sonderhefte
Ergänzend zum Magazin veröffentlichte Falkemedia jahrelang das Sammelheft „Unsere Besten“, das ebenfalls von der Redaktion von Mein Zaubertopf gestaltet wird und sich wechselnden kulinarischen Themen widmet. Hinzu kommen regelmäßig Sonderausgaben, die sich auf weit mehr als 100 Seiten bestimmten Themen widmen. In der Vergangenheit waren dies beispielsweise die vegetarische oder die schnelle Küche.

## Auflagenzahlen
Laut Mediadaten lag die Druckauflage der Printausgabe von Mein Zaubertopf im Jahr 2018 bei 160.000 Exemplaren, die verbreitete Auflage bei 73.445 Exemplaren und die verkaufte Auflage bei 72.979 Exemplaren. Die Zahl der Abonnenten wird mit 24.057 angegeben.

## Social Media Präsenz und Zahlen
- YouTube 4740 Abonnenten
- Facebook 505 000 Gruppenmitglieder und Abonnenten
- Instagram 69 200 Abonnenten
- Pinterest 1 200 000 Betrachter pro Monat

## Mein ZauberTopf-Club
Im Herbst 2018 wurde der mein ZauberTopf-Club als neues Portal neben dem bestehenden Blog gelauncht. Mitglieder erhalten mit Abschließen einer Mitgliedschaft, die einen Monat lang kostenfrei ist, Zugriff auf exklusive Rezepte, eine Mediathek mit Videomaterial, Expertenwissen der Redaktion sowie uneingeschränkten Zugriff auf alle Digitalversionen der Magazine, inklusive Sonderhefte und themenverwandte Bücher des Verlages.